# Лють (фільм, 1936)
«Лють» (англ. Fury) — драма режисера Фріца Ланга, перший фільм, поставлений їм в США. Прем'єра відбулася 29 травня 1936 року.

## Сюжет
Механіка Джо Вілсона заарештовують за підозрою у викраденні дитини. Слух про його винність розростається, і біля в'язниці збирається натовп, щоб лінчувати злочинця. Коли шериф відмовляється видати Вілсона, натовп підпалює в'язницю.
Окружний прокурор притягає до відповідальності головних підозрюваних у вбивстві. Ніхто не визнає свою провину, і прокурор надає вагомий доказ — кадри кінохроніки, на яких відображені двадцять два палії. Однак захисник заявляє, що не доведений сам факт загибелі Вілсона в пожежі …

## У ролях
- Спенсер Трейсі — Джо Вілсон
- Сільвія Сідні — Кетрін Грант
- Волтер Ейбел — окружний прокурор
- Брюс Кебот — Кірбі Доусон
- Едвард Елліс — шериф
- Волтер Бреннан — Багс Мейерс
- Кларенс Колб